# همزمان
همزمان یک فیلم علمی-تخیلی و ترسناک و محصول کشور آمریکاست. جاستین بنسون و ارون مورهد کارگردانی و تهیه ‎کنندگی این فیلم را به عهده داشتند. جیمی درنان و انتونی مکی از ستارگان این فیلم می باشند. 
این فیلم در ۷ سپتامبر ۲۰۱۹ در جشنواره بین‌المللی فیلم تورنتو اکران و در ۲۳ اکتبر ۲۰۲۰ منتشر شد.

## داستان
استیو یک مرد زن باز و دنیس متاهل است و دو بچه دارد. هردو امدادگر هستند و در شیفت های شبانه خود با مجموعه ای از مرگ ها یا اتفاقات عجیب رو به رو می شوند. بعد از کمی تحقیق، با مخدر جدیدی به نام سینکرانیک مواجه می شوند. 
استیو می فهمد سرطان دارد و ۶ هفته دیگر بیشتر زنده نیست و تصمیم می گیرد برای حفاظت از دیگران، تمام سینکرانیک موجود در شهر را بخرد. اما متوجه می شود این قرص سفر در زمان است و می تواند با کمک آن، دختر همکارش را پیدا کند. 

## بازیگران
- جیمی درنان در نقش دنیس دانلی
- انتونی مکی در نقش استیو دنیوب
- کیتی اسلتون در نقش تارا دانلی
- الی آیونایدیس در نقش بریانا دانلی
- بیل آبرست جونیور در نقش لوتر
- ناتاشا تینا لیو در نقش کریستینا
- مارتین بتس بردفورد در نقش باب
- آدام جی. ییند در نقش کایل
- دوین ای. تایلر در نقش دانیکا
- بتسی هالت در نقش لیا
- شین بریدی در نقش ترویس

## تولید
در سپتامبر ۲۰۱۸، اعلام شد جیمی درنان و آنتونی مکی برای این فیلم انتخاب شده اند و کارگردانی اثر بر عهده جاستین بنسون و آرون مورهد خواهد بود.

## بازخوردها
این فیلم در راتن تومیتوز بر اساس ۱۱۵ نقد نمره ۸۱درصد و ۷/۱۰ را گرفت. میانگین نظرات این سایت نشان می‌دهد: «سینکرانیک مسیری کاملا ویژه پیش پای مخاطب می‌گذارد که حتما طرفداران کارهای پیشین آرون مورهد و جاستین بنسون را راضی خواهد کرد.» در متاکریتیک نیز بر اساس ۱۹ نقد، از ۱۰۰ نمره ۶۶ گرفت که این امر نشان می‌دهد فیلم «در کل خوب» بوده‌است.